# 塞爾維亞的埃萊娜
塞爾維亞的埃萊娜，本名埃萊娜·卡拉喬傑維奇（塞尔维亚语：Јелена Карађорђевић，1884年10月23日—1962年10月16日），塞爾維亞國王彼得一世之獨生女。

## 家庭
1911年，塞爾維亞的埃萊娜（27歲）與俄羅斯的伊萬·康斯坦丁諾維奇（24歲）結婚，兩人共有1子1女：
1. 弗謝沃洛德·伊凡諾維奇（英语：Prince Vsevolod Ivanovich of Russia）（1914年—1973年）
2. 葉卡捷琳娜·伊凡諾芙娜（英语：Princess Catherine Ivanovna of Russia）（1915年—2007年）